# Discografia dei Limp Bizkit
Questa è la discografia del gruppo musicale statunitense Limp Bizkit.

## Studio, Live, Raccolte
| Data              | Titolo                                            | Etichetta              | Vendite nel mondo | Posizione nelle classifiche US | Posizione nelle classifiche UK | Certificazioni RIAA |
| 1º luglio 1997    | Three Dollar Bill, Yall$                          | Flip/Interscope        | 2.500.000         | numero 22                      | -                              | 2 x Platino         |
| 22 giugno 1999    | Significant Other                                 | Flip/Interscope        | 8.500.000         | numero 1                       | numero 10                      | 7 x Platino         |
| 17 ottobre 2000   | Chocolate Starfish and the Hot Dog Flavored Water | Flip/Interscope        | 10.000.000        | numero 1                       | numero 1                       | 6 x Platino         |
| 4 dicembre 2001   | New Old Songs                                     | Flip/Interscope        | 1.000.000         | numero 17                      | -                              | Oro                 |
| 23 settembre 2003 | Results May Vary                                  | Flip/Interscope        | 3.500.000         | numero 3                       | numero 7                       | Platino             |
| 2 maggio 2005     | The Unquestionable Truth (Part 1)                 | Geffen                 | 750.000           | numero 24                      | numero 71                      | -                   |
| 8 novembre 2005   | Greatest Hitz                                     | Flip/Interscope/Geffen | 600.000           | numero 47                      | -                              | Oro                 |
| 9 novembre 2005   | Greatest Videoz                                   | Flip/Interscope/Geffen | -                 | -                              | -                              | -                   |
| 31 marzo 2008     | Rock im Park 2001                                 | Geffen                 | -                 | -                              | -                              | -                   |
| 12 maggio 2008    | Collected                                         | Spectrum               | -                 | -                              | -                              | -                   |
| 28 giugno 2011    | Gold Cobra                                        | Polydor/Interscope     | 250.000           | -                              | -                              | -                   |
| 19 luglio 2011    | Icon                                              | Interscope             | -                 | -                              | -                              | -                   |
| 31 ottobre 2021   | Still Sucks                                       | Suretone               | -                 | -                              | -                              | -                   |

## Demo
- 1995 - Mental Aquaducts

## Singoli
| Anno | Canzone                              | US Hot 100 | US Alt | US Main | Rhythmic Top 40 | UK | GER | Album                                                                                    |
| ---- | ------------------------------------ | ---------- | ------ | ------- | --------------- | -- | --- | ---------------------------------------------------------------------------------------- |
| 1997 | Counterfeit                          | -          | -      | -       | -               | -  | -   | Three Dollar Bill, Yall$                                                                 |
| 1998 | Sour                                 | -          | -      | -       | -               | -  | -   | Three Dollar Bill, Yall$                                                                 |
| 1998 | Faith                                | -          | 28     | 33      | -               | -  | -   | Three Dollar Bill, Yall$                                                                 |
| 1999 | Nookie                               | 80         | 3      | 6       | -               | -  | -   | Significant Other                                                                        |
| 1999 | Re-Arranged                          | 75         | 1      | 8       | -               | -  | -   | Significant Other                                                                        |
| 1999 | N 2 Gether Now (con Method Man)      | 11         | -      | -       | 7               | -  | -   | Significant Other                                                                        |
| 2000 | Break Stuff                          | -          | 14     | 19      | -               | -  | -   | Significant Other                                                                        |
| 2000 | Crushed                              | -          | 31     | -       | -               | -  | -   | Giorni contati (colonna sonora)                                                          |
| 2000 | Take a Look Around                   | -          | 8      | 15      | -               | 3  | 4   | Chocolate Starfish and the Hot Dog Flavored Water/Mission: Impossible 2 (colonna sonora) |
| 2000 | Rollin' (Air Raid Vehicle)           | 65         | 4      | 10      | 38              | 1  | 10  | Chocolate Starfish and the Hot Dog Flavored Water                                        |
| 2000 | My Generation                        |            | 18     | 33      |                 | 15 | 23  | Chocolate Starfish and the Hot Dog Flavored Water                                        |
| 2001 | My Way                               | 75         | 3      | 4       | -               | 6  | 38  | Chocolate Starfish and the Hot Dog Flavored Water                                        |
| 2001 | Boiler                               |            |        | 30      | -               | 18 | 50  | Chocolate Starfish and the Hot Dog Flavored Water                                        |
| 2003 | Crack Addict (Live)                  | -          | -      | -       | -               | -  | -   | /                                                                                        |
| 2003 | Eat You Alive                        | -          | 20     | 16      | -               | 10 | 13  | Results May Vary                                                                         |
| 2003 | Behind Blue Eyes                     | 71         | 18     | 11      | -               | 18 | 2   | Results May Vary                                                                         |
| 2003 | Just Drop Dead                       | -          | -      | -       | -               | -  | -   | Behind Blue Eyes                                                                         |
| 2003 | Almost Over                          | -          | -      | 33      | -               | -  | -   | Results May Vary                                                                         |
| 2005 | The Truth                            | -          | -      | -       | -               | -  | -   | The Unquestionable Truth (Part 1)                                                        |
| 2005 | Home Sweet Home/Bittersweet Symphony | -          | -      | -       | -               | -  | 45  | Greatest Hitz                                                                            |
| 2011 | Shotgun                              | -          | -      | -       | -               | -  | -   | Gold Cobra                                                                               |
| 2021 | Dad Vibes                            | -          | -      | -       | -               | -  | -   | Still Sucks                                                                              |

## Videografia

### DVD
- 2005 - Greatest Videoz
- 2008 - Rock im Park 2001

### Video musicali
Il video per Counterfeit è stato diretto da Roger Pistole e Jonathan Crafen, quello per Dad Vibes da Funky Moses, mentre gli altri da Fred Durst. Alla regia del clip per Boiler ha contribuito anche Dave Meyers, mentre a quello per Out of Style anche Marc Klasfeld.
- 1997 - Counterfeit
- 1998 - Sour
- 1998 - Faith
- 1999 - Nookie
- 1999 - N 2 Gether Now
- 2000 - Re-Arranged
- 2000 - Break Stuff
- 2000 - Take a Look Around
- 2000 - My Generation
- 2000 - Rollin' (Air Raid Vehicle)
- 2001 - My Way
- 2001 - Boiler
- 2003 - Eat You Alive
- 2003 - Behind Blue Eyes
- 2004 - The Truth
- 2005 - Home Sweet Home/Bittersweet Symphony (riunisce spezzoni dai loro vecchi video)
- 2011 - Gold Cobra
- 2011 - Shotgun
- 2013 - Lightz (City of Angels)
- 2013 - Ready to Go
- 2022 - Dad Vibes
- 2023 - Out of Style